# Rio Ovens
O rio Ovens, é um rio perene da bacia hidrográfica do nordeste de Murray, parte da bacia dos rios Murray-Darling, está localizado nas regiões dos Alpes e de Hume no estado australiano de Vitória.